# Сан-Венанцо
Сан-Венанцо (італ. San Venanzo) — муніципалітет в Італії, у регіоні Умбрія,  провінція Терні.
Сан-Венанцо розташований на відстані близько 110 км на північ від Рима, 29 км на південь від Перуджі, 50 км на північний захід від Терні.
Населення — 2244 особи (2014).
Щорічний фестиваль відбувається 18 травня. Покровитель — San Venanzo.

## Демографія
Населення за роками:

Станом на 1 січня 2023 року в муніципалітеті офіційно проживали 253 іноземці з 39 країн, серед них 81 громадянин країн Євросоюзу та 5 громадян України.

## Сусідні муніципалітети
- Фікулле
- Фратта-Тодіна
- Маршіано
- Монте-Кастелло-ді-Вібіо
- Монтегаббьоне
- Орв'єто
- Паррано
- П'єгаро
- Тоді